# Восстановление базы данных
Восстановление базы данных — функция восстановления данных, хранимых в СУБД, которая в случае сбоев приводит базу данных в актуальное (на какой-то момент времени) и согласованное состояние.
Для обеспечения восстановления применяется резервное копирование с последующим восстановлением, а также техника точек сохранения и ведения журналов операций (чаще всего — журналов предзаписи) — в этом случае база данных возвращается к точке сохранения, и последовательно применяются сохранённые журналы предзаписи. В более сложных вариантах применяется восстановление из снимка или реплики базы данных с возможным выполнением журналов предзаписи или журналов отмены (в зависимости от используемого решения).
Основные целевые показатели подсистемы восстановления базы данных — допустимая потеря данных (англ. recovery point objective, RPO) и время восстановления базы данных после сбоя (recovery time objective, RTO).